# Tumulus van Saives
De Tumulus van Saives of Tombe van Saives (lokaal aangeduid met A la Tombe) is een Gallo-Romeinse grafheuvel bij Saives en Celles in de Belgische provincie Luik in de gemeente Faimes. De heuvel ligt ten noordwesten van Celles en op 1,5 kilometer zuidoostelijk van de Romeinse weg de N69 die daar thans Chaussée Romaine heet.
De heuvel heeft een doorsnede van 42 tot 46,5 meter en een hoogte van zes meter.
In 1874 is de grafheuvel opgegraven door G. van Loon en trof daar een groot centrale gewelf aan met trapeziumvormige plan. De grafgiften bestonden uit versierde lederen harnassen en stukjes bronzen paarden. De stukjes met inlegwerk zijn bewaard in de Koninklijke Musea voor Kunst en Geschiedenis, de rest is naar het museum Curtius gegaan.

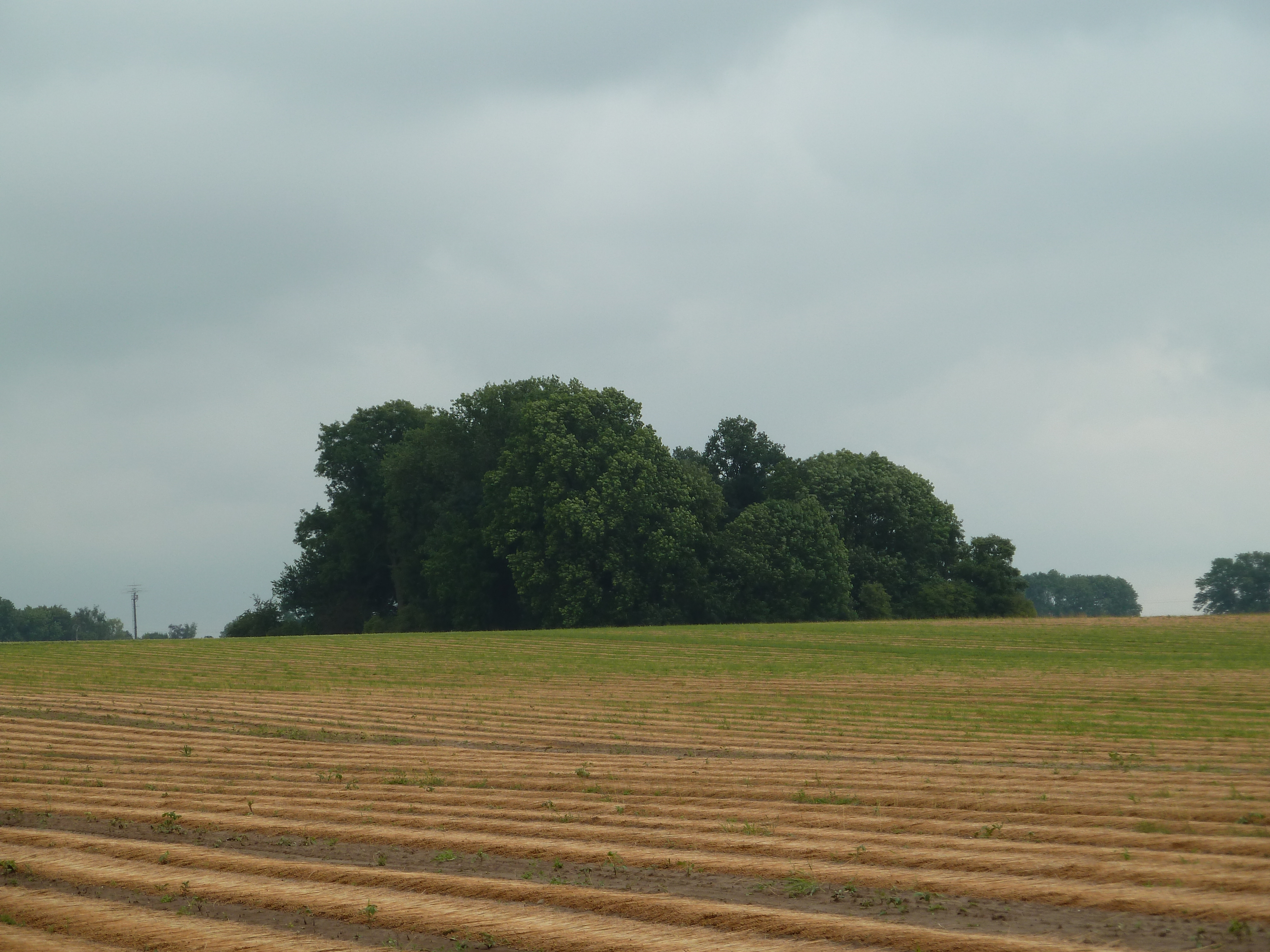
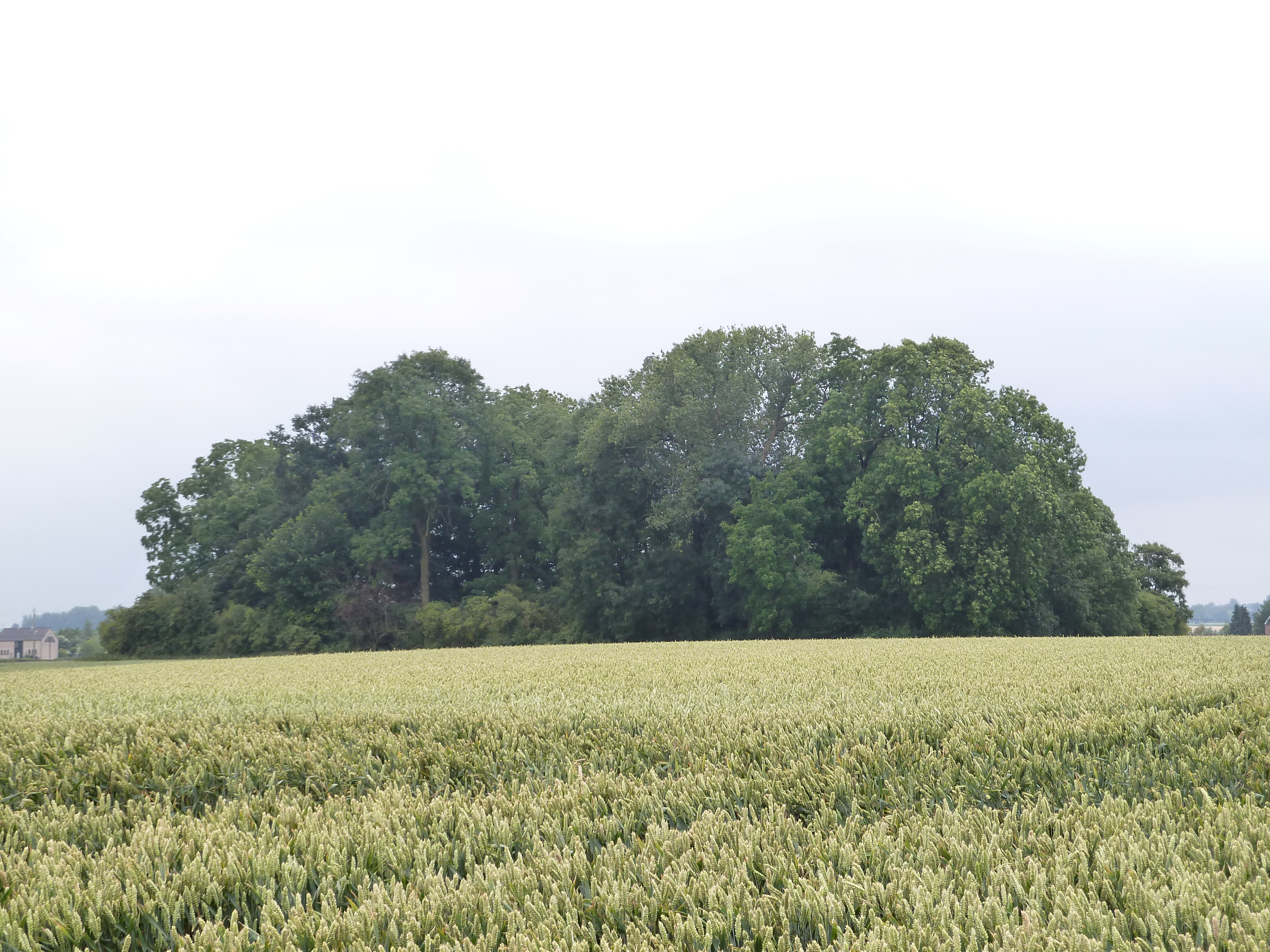